# Gentiana leucomelaena
Gentiana leucomelaena là một loài thực vật có hoa trong họ Long đởm. Loài này được Maxim. mô tả khoa học đầu tiên năm 1891.